# Ủ (nhiệt luyện)
Ủ trong nghề luyện kim và khoa học vật liệu là một phương pháp nhiệt luyện nhằm mục đích sửa chữa lại sự sắp xếp cấu trúc tinh thể của vật liệu để cho một vật liệu có tính mềm hơn để cải thiện tính gia công hay giảm độ cứng không cần thiết cho cơ tính của vật liệu đó. Vật liệu khi thực hiện ủ là kết quả của một quy trình nung nóng ở một nhiệt độ nào đó và duy trì ở nhiệt độ đó với thời gian nhất định và sau đó làm nguội sản phẩm với một tốc độ cần thiết.
Sản phẩm sau khi ủ thường có các đặc tính sau: mềm dẻo hơn, khử được nội ứng suất, cải thiện kết cấu và chịu được điều kiện làm việc trong môi trường rất lạnh.